# ريتشارد إيفانز (ممثل)
ريتشارد إيفانز (بالإنجليزية: Richard Evans)‏ هو ممثل أمريكي، ولد في 23 يناير 1935.

## وصلات خارجية
- ريتشارد إيفانز على موقع IMDb (الإنجليزية)
- ريتشارد إيفانز على موقع ألو سيني (الفرنسية)
- ريتشارد إيفانز على موقع أول موفي (الإنجليزية)
- ريتشارد إيفانز على موقع قاعدة بيانات الأفلام السويدية (السويدية)
- ريتشارد إيفانز على موقع قاعدة بيانات الفيلم (الإنجليزية)
- ريتشارد إيفانز على موقع كينوبويسك (الروسية)